# 菜粽
菜粽（白話字：chhài-chàng，臺羅：tshài-tsàng）是台南受歡迎的粽類，菜粽並不是指包青菜，因為台灣俗稱吃素叫做食菜，所以素食非葷食的粽子被慣稱菜粽。現在台灣北部亦有販售。

## 製作特色

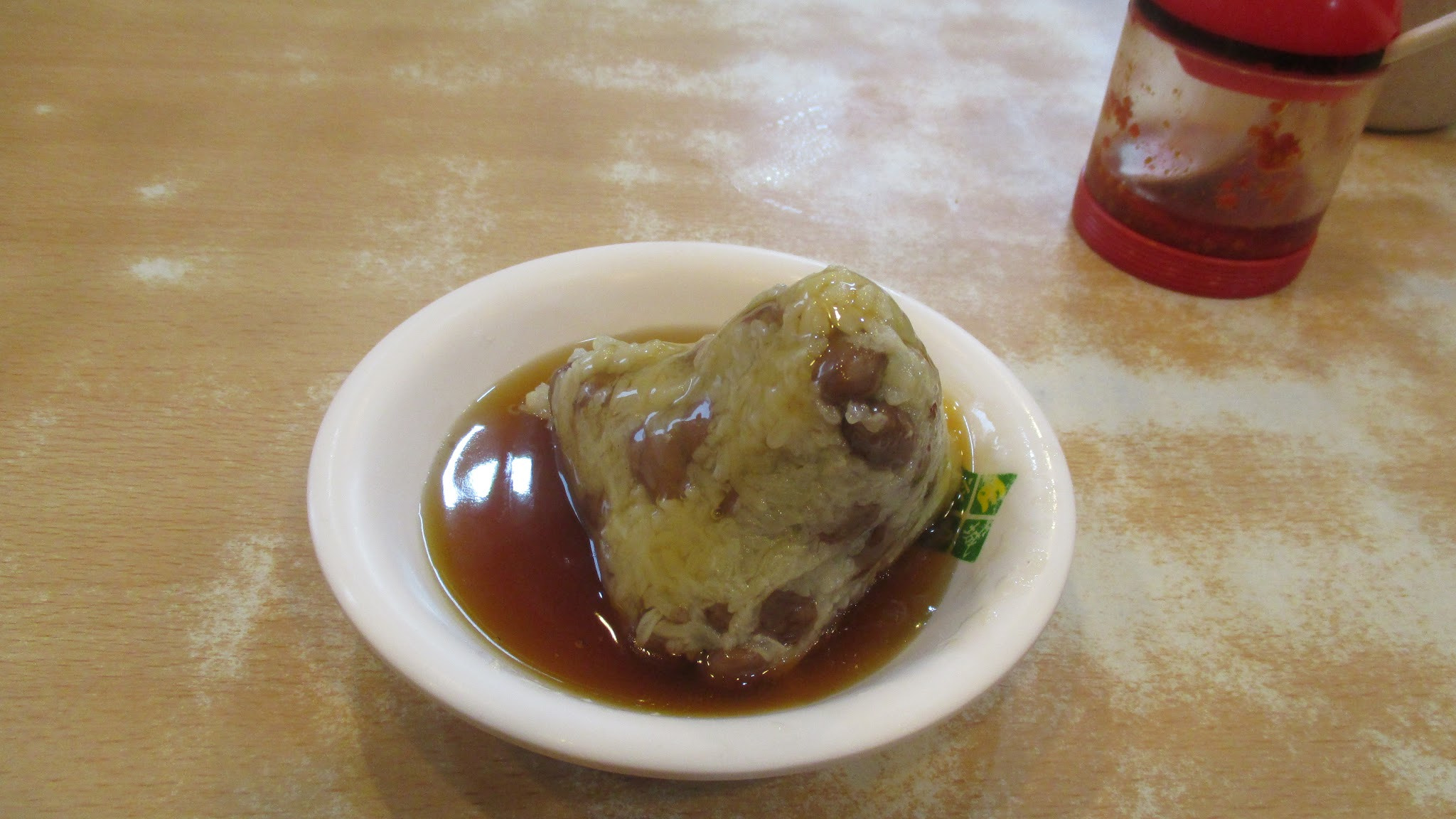

台南店家會用台灣米製作，要吃食淋上古早味油膏，並且加上北港等地的花生製作的花生粉和香菜。也有台南店家販售此當早餐，糯米菜粽也有不加花生粉，而是包裹花生粒跟米一同煮軟。部分店家則是使用臺灣月桃葉包，蒸起來更有香味。湯品會搭配味噌湯一同販售，吃菜粽配湯。菜粽的美味更被台南出身作家葉石濤寫入他的文章《吃菜粽》裡頭。

## 參看
- 台灣小吃
- 台南米糕
- 筒仔米糕